# Metrodor (gendre d'Aristòtil)
Metrodor (grec antic: Μητρόδωρος, llatí: Metrodorus) va ser un metge de l'antiga Grècia, deixeble de Crisip de Cnidos i mestre d'Erasístrat.
Va viure a la part final del segle iv aC i a la primera part del segle iii aC. Era el tercer marit de Píties, la filla d'Aristòtil, amb la qual va tenir un fill de nom igualment Aristòtil, segons Sext Empíric.